# イスラム教と子ども
イスラム教と子ども（いすらむきょうとこども）とのかかわりについて説明する。特にイスラム教における子どもの発達と権利、親としての責任と権利について取り上げる。

## クルアーンにおける子ども
クルアーンにおいて子どもはしばしばアッラーからの祝福として言及される。
預言者章ではイブラーヒーム（アブラハム）の息子たちであるイスハーク（イサク）とヤァクーブ（ヤコブ）をアッラーからの恵みと表現されている。
天使ジブリール（ガブリエル）は神からの使いとしてマルヤム（マリア）にイーサー（イエス）を身籠ることを告げたことや相談章49節からわかるように、子どもはアッラーの意思によって創造され、授けられる。
またクルアーンは子どもを財産や富と並べ、あくまで現世における物質的なものとして強調している。その意味において、子供は人々を惑わせうる「試練」であり、人々はそれらに対して適切に対応することで審判の日に報われるとされている。

### 子殺しの禁止
イスラム以前のアラブ民族ではしばしば望まれない新生児、特に女児が地中に埋めれて殺されていた。その習慣はクルアーンの包み隠す章にも記録されている。基本的にはいかなる理由があったとしても子殺しは禁止される。しかし、マズハブ（法学派）によっては一定の要件下（母親の生命の危険がある場合など）であれば中絶を認めている。

### 両親としての役割の全う
クルアーンは女性は満2年の授乳、男性は母親と子どもの生活の保障などを義務付けている。また適切な待遇を提供できるのであれば乳母に育児を頼むことも可能である。

### 子どもに対する教育
ルクマーン章13節や禁止章6節などの記述から子どもに対する教育をすること、そして子ども善悪の分別をつけされることも親の役割の一つだと解釈されている。

## 預言者ムハンマドと子ども
預言者ムハンマドとハディージャは2男4女、合計七人の子どもをもうけたが、イブラーヒーム・イブン・ムハンマドを含む、息子たちは皆、幼くして亡くなった。彼の初孫はハサンであり、その他にも孫のフセインや三人の孫娘であるウム・クンスームとザイナブ、ウマーマもいる。また、ムハンマドには養子のザイードもいた。
ムハンマドは一般的に子どもたちをとても可愛がった人物として描かれている。この子どもへの愛情は、彼の子どもの多くが早逝し、ムハンマド自身が深く子どもを求めていたことに由来するとしていると考える研究者もいる。
ムハンマドは、ペットのサヨナキドリが死んで悲しんでいる子どもを慰めたこともあった。彼は多くの遊びを子どもたちと一緒に楽しみ、冗談を言い、彼らと親しく接した。また、ムハンマドは他宗教の子どもも慈悲と愛情を持っていた。あるとき、ユダヤ人の隣人の息子が病気になった際、彼を見舞いに訪れたことがある。
ムハンマドはフセインと追いかけっこをして遊んだり、礼拝中にウマーマを肩に座らせたりしていたという。また彼が孫にキスをした際、びっくりした人がいたのだが、その際彼は「もし神様が人間の心から感情を奪ったら、私はどうすればいいのか。」と返答したという逸話が残されている。

### 預言者ムハンマドとアーイシャ
ヒジュラ以前に25年間連れ添った最愛の妻ハディージャを亡くしており、精神的に弱っていたムハンマドに友人だったアブー・バクルは再婚を勧め、明るく快活なアーイシャを紹介した。
ブハーリーのハディース集「真正集」によれば預言者ムハンマドは、マディーナ（メディナ）にいた頃に当時9歳だったアブー・バクルの娘アーイシャと結婚した。アーイシャの伝えるところによれば、アーイシャは6歳の時点で当時53歳だったムハンマドと婚約して9歳で結婚式をあげ、彼が没するまでの9年間ともに生活した。
ハディースによると預言者ムハンマドとアーイシャとの結婚生活は平等で、愛情に満ちたものだったといわれている。

#### 預言者ムハンマドへの批判
ブハーリーの真正集によるムハンマドとアーイシャの結婚時の年齢は、現代では非イスラーム圏でもよく知られるようになっている。非ムスリムの中には、預言者ムハンマドを児童性暴力者、チャイルド・マレスターと非難する人間も少なくない。とりわけ反イスラーム主義者たちはこの結婚に関して強くムハンマドを非難している。例えばオランダの反イスラーム主義者のヒルシ・アリは、「自分が53歳のときに6歳の女の子と結婚し、9歳のときに結婚を完成させた変態」と批判している。
しかし、こういった批判に対する反論として、ムハンマドが生きた7世紀のアラブ世界の情勢を考えるとアーイシャとの結婚は当時としては変わったことではなかったと主張する人もいる。当時のアラブ人は人が思春期を迎えた段階で成人であると考えていた。これはアラブ世界に限られた話ではなく、例えば日本の奈良時代から中世までの女性の婚姻適齢は13歳である。そのため当時、ムハンマドを批判していたアラブ人でさえもこの結婚に対して批判することはなかった。また当時のアラブ世界では誕生日を記録したり、祝うことをしなかったため、ほとんどの人が自分の年齢でさえも曖昧なまま生活していた。そのためアーイシャ本人が伝えたハディースの年齢の信憑性を疑っている一部のイスラム学者もいる。そもそもイスラム教における結婚とは当人同士の自由な意思と同意によって行われるものであり、クルアーンとハディースも女性の配偶者を選ぶ権利を認めているため、花嫁の同意なしにする結婚は無効であると考えられている。
日本では豊臣秀吉が10歳の幼女を側室にしており、その場合は結婚してもおおよそ初潮後の適齢になるまで性行為は行わないのが通例であった。インドのイスラーム学者マウラナ・ムハンマド・アリーはアーイシャがムハンマドと初夜を迎えた年齢は15歳であったと主張している。

## シャリーア（イスラム法）婚姻適齢
古典イスラーム法の一般的な解釈において、女子の結婚最低年齢は9歳である。イスラーム法では結婚以外での性行為は認められていないので、事実上結婚最低年齢が法定同意年齢に該当する。10歳になるまでに礼拝ができるように教育される。イスラームにおける思春期は「10歳からブルーグまでの時期」であるとされる。ブルーグとはムカッラフ（イスラーム法学上の義務行為を行う義務が課せられる者）になること。男の子は精通、女の子は初潮が来ると「ムカッラフ」となる。ブルーグに達した子どもたちは、すでに思春期を卒業し、「ムカッラフ」として、アッラーの元でイスラーム的な義務を負う「成人」の状態になる。
現在、多くのイスラーム教国では、結婚最低年齢はイスラーム法によらず、より高い15歳から18歳程度の年齢となっている。
逆に古典イスラーム法を施行する国家でも、イエメンなどでは非一般的な解釈にのっとり、女児の結婚最低年齢に関する法律を定めていない。そのため、9歳未満の女児との結婚・性行為も可能であり、問題視されている。

### 古典イスラーム法の結婚最低年齢
古典イスラーム法の一般的な解釈において、女子の結婚最低年齢は9歳である。イスラーム法では結婚以外での性行為は認められていないので、事実上結婚最低年齢が法定同意年齢に該当する。10歳になるまでに礼拝ができるように教育される。イスラームにおける思春期は「10歳からブルーグまでの時期」．ブルーグとはムカッラフ（イスラーム法学上の義務行為を行う義務が課せられる者）になること。男の子は精通、女の子は初潮が来ると「ムカッラフ」となる。ブルーグに達した子どもたちは、すでに思春期を卒業し、「ムカッラフ」として、アッラーの元でイスラーム的な義務を負う「成人」の状態になる。
現在、多くのイスラーム教国では、結婚最低年齢はイスラーム法によらず、より高い15歳から18歳程度の年齢となっている。
逆に古典イスラーム法を施行する国家でも、イエメンなどでは非一般的な解釈にのっとり、女児の結婚最低年齢に関する法律を定めていない。そのため、9歳未満の女児との結婚・性行為も可能であり、問題視されている。

### 古典イスラーム法上の結婚最低年齢に関する議論
古典イスラーム法上の結婚最低年齢にはいくつかの説がある。
通常の解釈に従えば、ブハーリーのハディースによるところの、預言者ムハンマドと結婚し、初性交を行ったときのアーイシャの年齢に基づき、少なくとも結婚に関しては9歳である。そのため現代の観点では女児に対する性的虐待であるとみなされる性行為も、結婚の上なら合法とされ、問題視されなかった。現代でもイランやサウジアラビアなどイスラーム世界のごく一部の国では、イスラーム法上の結婚最低年齢をそのまま施行しており、国際的な批判を浴びている。サウジでは親の借金の肩代わりとして8歳の少女が結婚させられた事例がある。ただし、この場合裁判官は上記のイスラーム法で定められた年齢までは性行為を行わないよう夫に求めている。
上に挙げたイエメンのように、結婚最低年齢を定めない国もある。反イスラーム主義者の中には、このことを取り上げてイスラームは児童性愛・児童性的虐待を認める宗教と批判する人間も存在している。
現代のイスラーム教国のほとんどの法律では女性の結婚最低年齢や法的同意年齢は医学的な性的成熟を踏まえたものであり、15歳から18歳程度であって非イスラーム諸国とも変わらない。また当該国のイスラーム法学者の多数派の解釈もこのような法律を支持しており、古典イスラーム法に基づく9歳からの結婚・性行為の合法化を求めている人間は、きわめて少数派である。イランやサウジアラビアのような古典イスラーム法による結婚最低年齢を施行する国でも、実際はほとんどの人間は二十歳を過ぎて男女とも結婚している。このような事実を無視して、例の少ない事例を見つけ出してイスラーム全体とみなすのは不適切であるという意見もある。